# 굿데이(GOODDAY) 시즌 2
〈굿데이(GOODDAY) 시즌 2〉는 카라의 첫 번째 디지털 싱글이자 노래이다. 《Rock U (1st Mini Album)》의 수록곡 〈Good day〉를 재편집한 곡으로서 더욱 경쾌한 느낌을 준다.

## 배경과 뮤직비디오
- 2008년 10월 15일 뮤직비디오를 공개하였으며, 뮤직비디오는 녹음현장과 여러 가지 영상을 섞어서 만든 뮤직비디오다.

## 등장
- 이 싱글은 TV에 여러번 나왔는데, 그 경우는 다음과 같다.

1. KBS 《청춘불패》에서 구하라가 경매로 내놓기도 하였다.
2. Mnet 《카라 베이커리》에서 멤버들의 애장품을 놓는 공간에 등장하였다.

## 트랙 리스트
| #  | 제목                               | 작사           | 작곡           | 재생 시간 |
| -- | ---------------------------------- | -------------- | -------------- | --------- |
| 1. | 〈굿데이(GOODDAY) 시즌 2〉         | 한재호, 김승수 | 한재호, 김승수 | 3:13      |
| 2. | 〈굿데이(GOODDAY) 시즌 2 (Inst.)〉 | 한재호, 김승수 | 한재호, 김승수 | 3:13      |